# Belleydoux
Belleydoux és un municipi francès situat al departament de l'Ain i a la regió d'Alvèrnia-Roine-Alps. L'any 2007 tenia 287 habitants.

## Demografia

### Població
El 2007 la població de fet de Belleydoux era de 287 persones. Hi havia 128 famílies de les quals 52 eren unipersonals (28 homes vivint sols i 24 dones vivint soles), 32 parelles sense fills, 40 parelles amb fills i 4 famílies monoparentals amb fills.
La població ha evolucionat segons el següent gràfic:
Habitants censats

### Habitatges
El 2007 hi havia 204 habitatges, 128 eren l'habitatge principal de la família, 68 eren segones residències i 8 estaven desocupats. 171 eren cases i 33 eren apartaments. Dels 128 habitatges principals, 94 estaven ocupats pels seus propietaris, 23 estaven llogats i ocupats pels llogaters i 11 estaven cedits a títol gratuït; 5 tenien dues cambres, 19 en tenien tres, 40 en tenien quatre i 64 en tenien cinc o més. 96 habitatges disposaven pel capbaix d'una plaça de pàrquing. A 52 habitatges hi havia un automòbil i a 67 n'hi havia dos o més.

### Piràmide de població
La piràmide de població per edats i sexe el 2009 era:
| Homes | Edats   | Dones |
| ----- | ------- | ----- |
| 0     | 95 o +  | 0     |
| 0     | 90 a 94 | 4     |
| 4     | 85 a 89 | 0     |
| 0     | 80 a 84 | 8     |
| 0     | 75 a 79 | 0     |
| 0     | 70 a 74 | 16    |
| 4     | 65 a 69 | 0     |
| 8     | 60 a 64 | 4     |
| 16    | 55 a 59 | 20    |
| 16    | 50 a 54 | 8     |
| 16    | 45 a 49 | 20    |
| 12    | 40 a 44 | 12    |
| 4     | 35 a 39 | 8     |
| 4     | 30 a 34 | 0     |
| 4     | 25 a 29 | 8     |
| 12    | 20 a 24 | 8     |
| 8     | 15 a 19 | 8     |
| 0     | 10 a 14 | 20    |
| 12    | 5 a 9   | 4     |
| 8     | 0 a 4   | 12    |

## Economia
El 2007 la població en edat de treballar era de 196 persones, 159 eren actives i 37 eren inactives. De les 159 persones actives 149 estaven ocupades (78 homes i 71 dones) i 10 estaven aturades (6 homes i 4 dones). De les 37 persones inactives 19 estaven jubilades, 12 estaven estudiant i 6 estaven classificades com a «altres inactius».

### Ingressos
El 2009 a Belleydoux hi havia 140 unitats fiscals que integraven 335 persones, la mediana anual d'ingressos fiscals per persona era de 18.667 €.

### Activitats econòmiques
Dels 10 establiments que hi havia el 2007, 3 eren d'empreses de fabricació d'altres productes industrials, 2 d'empreses de construcció, 2 d'empreses de comerç i reparació d'automòbils, 1 d'una empresa d'hostatgeria i restauració, 1 d'una empresa de serveis i 1 d'una entitat de l'administració pública.
Dels 3 establiments de servei als particulars que hi havia el 2009, 1 era un guixaire pintor i 2 lampisteries.
L'únic establiment comercial que hi havia el 2009 era una floristeria.
L'any 2000 a Belleydoux hi havia 11 explotacions agrícoles que ocupaven un total de 252 hectàrees.

## Equipaments sanitaris i escolars
El 2009 hi havia una escola elemental.

## Poblacions més properes
El següent diagrama mostra les poblacions més properes.